# ستارا تورا
ستارا تورا (به آلمانی: Alt-Turn) یک شهرک در اسلواکی با جمعیت ۱۰٬۰۰۳ نفر است که در Nové Mesto nad Váhom District واقع شده‌است.